# Audun Boysen
Audun Boysen, norveški atlet, * 10. maj 1929, Bjarkøy, Norveška, † 2. marec 2000, Oslo, Norveška.
Boysen je nastopil na dveh Poletnih olimpijskih igrah v teku na 800 in 1500 metrov, v letih 1952 v Helsinkih, in 1956 v Melbournu, ko je osvojil bronasto medaljo v teku na 800 m. Na evropskih prvenstvih je osvojil srebrno medaljo leta 1958 in bronasto leta 1954 v teku na 800 metrov. Postavil je tri svetovne rekorde v teku na 1000 metrov, zadnjega leta 1955 s 2:19,0. Leta 1955 je bil tudi izbran za norveškega športnika leta.